# Adele
Adele Laurie Blue Adkins MBE (/əˈdɛl/; sinh ngày 5 tháng 5 năm 1988) là một nữ ca sĩ, nhạc sĩ nổi tiếng người Anh.
Năm 2006, Adele được đề nghị ký hợp đồng thu âm với hãng thu âm XL Recordings sau khi một người bạn của Adele đăng một bản demo của cô lên Myspace. Năm tiếp theo cô nhận giải "Sự lựa chọn của Nhà phê bình" trong lễ trao giải Brit Awards và đoạt giải Sound of 2008 của kênh BBC. Album đầu tay của cô, 19 được phát hành vào năm 2008 với nhiều thành công cả về thương mại lẫn các ý kiến phê bình tại Anh. 19 được chứng nhận đĩa bạch kim bốn lần tại Anh Quốc và hai đĩa bạch kim tại Hoa Kỳ. Sự nghiệp của cô tại Mỹ thăng tiến mạnh mẽ sau sự xuất hiện của cô trong chương trình Saturday Night Live vào cuối năm 2008. Tại lễ trao giải Grammy năm 2009, Adele đã nhận được giải Nghệ sĩ mới xuất sắc nhất và Trình diễn giọng Pop nữ xuất sắc nhất.
Adele phát hành album thứ hai của cô - 21 vào đầu năm 2011. Album nhận được nhiều nhận xét tích cực từ giới phê bình và thành công hơn về mặt thương mại so với album đầu tay, đem lại cho cô nhiều giải thưởng trong năm 2012 trong đó có việc cân bằng kỉ lục giành 6 giải Grammy trong một đêm của Beyoncé. 21 đã được chứng nhận đĩa bạch kim 16 lần tại Anh, còn tại Mỹ album giữ vị trí dẫn đầu trên bảng xếp hạng lâu hơn bất kỳ album nào kể từ năm 1985. Album đến nay đã bán ra trên 30 triệu bản trên toàn cầu. Ước tính Adele đã bán ra 65 triệu album và 100 triệu đĩa đơn trên toàn thế giới.
21 cũng giúp Adele được ghi danh trong Sách Kỷ lục Guinness. Cô là nữ nghệ sĩ đầu tiên trong lịch sử Billboard Hot 100 có cùng một lúc ba đĩa đơn trong top 10, có hai album trong top 5 Billboard 200 và hai đĩa đơn trong top 5 Billboard Hot 100. Adele cũng là nghệ sĩ nữ có album (21) giữ vị trí đầu bảng trong nhiều tuần nhất trên các bảng xếp hạng album của Vương quốc Anh và Hoa Kỳ. Trong hai năm liên tiếp (2011 và 2012) Adele được Billboard bầu chọn là Nghệ sĩ của năm.
Vào năm 2012, Adele đứng thứ năm trong danh sách 100 Người phụ nữ vĩ đại nhất trong âm nhạc của VH1 còn tạp chí Time cũng bầu chọn cô là một trong những nhân vật ảnh hưởng nhất trên thế giới. Tại lễ trao giải Oscar lần thứ 85, Adele đã trở thành một trong 6 ca sĩ trong lịch sử giành giải Oscar cho hạng mục Ca khúc trong phim hay nhất với "Skyfall", bài hát chủ đề trong bom tấn cùng tên về James Bond.

## Những năm đầu đời
Adele được sinh ra tại Tottenham, phía bắc Luân Đôn vào ngày 5 tháng 5 năm 1988. Mẹ cô, bà Penny Adkins (sinh năm 1968) là người Anh, còn cha cô, Mark Evans, là một người xứ Wales. Evans rời bỏ gia đình khi Adele lên hai tuổi, để người vợ trẻ 20 tuổi tự thân nuôi Adele, và Adele đã nói rằng cô sẽ không bao giờ tha thứ cho ông. Cô bắt đầu ca hát từ năm bốn tuổi và cô khẳng định mình lúc đó cô bị ám ảnh bởi những giọng ca. Lớn lên Adele giành nhiều thời gian để ca hát hơn là đọc sách, nói rằng cuốn sách cuối cùng cô đọc từ hồi sáu tuổi là Matilda của Roald Dahl. Adele khẳng định nhóm nhạc Spice Girls là nguồn cảm hứng lớn cho Adele và nói rằng, "họ giúp cho tôi có được như ngày hôm nay." Adele cũng kể lại rằng cô thường đóng giả làm một trong các thành viên của Spice Girls ở các bữa tiệc tối khi còn nhỏ. Cô kể rằng mình đã rất "đau khổ" khi thành viên Spice Girl yêu thích của cô, Geri Halliwell hay "Ginger Spice," rời nhóm. Để làm cho Adele trông giống như ca sĩ R&B và urban đương đại người Anh Gabrielle thời bấy giờ, mẹ cô đã làm cho cô một kiểu mắt lấp lánh sequin giống hệt như ca sĩ ấy mà theo Adele điều đó làm cô thấy xấu hổ.
Năm 1997, Adele và mẹ cô, người vào thời điểm đó kiếm được một công việc thiết kế nội thất và tổ chức các hoạt động học tập của người lớn, chuyển tới Brighton. Hai năm sau, cô và mẹ mình quay về Luân Đôn; đầu tiên là đến Brixton, sau đó là quận láng giềng West Norwood, phía nam Luân Đôn. West Norwood là chủ đề cho bản thu âm đầu tiên của Adele mang tựa đề "Hometown Glory", được sáng tác khi cô mới 16 tuổi. Sau khi chuyển đến nam Luân Đôn, cô bắt đầu hâm mộ những nghệ sĩ R&B như Aaliyah, Destiny's Child và Mary J. Blige.
Adele cho biết một trong những khoảnh khắc quyết định cuộc đời cô là khi xem Pink biểu diễn tại Học viện Brixton. "Cô ấy hát bài Missundaztood, lúc đó tôi chỉ khoảng 13 hay 14. Tôi chưa bao giờ nghe một ai, đặc biệt khi biểu diễn trong nhà, hát live hay như thế [...] Tôi nhớ cảm giác như tôi đang ở trong một cái hầm thông gió, giọng ca của cô ấy như thúc giục tôi. Thật là tuyệt vời."
Ở tuổi 14, Adele tình cờ biết đến Etta James và Ella Fitzgerald khi cô đi ngang qua dãy bán CD của các nghệ sĩ jazz tại một cửa hàng băng đĩa địa phương, và cô bị thu hút bởi hình ảnh của họ trên bìa đĩa nhạc. Adele nói cô "bắt đầu nghe Etta James mỗi đêm một tiếng đồng hồ", và dần dần cô tự "khám phá ra giọng của chính mình". Adele tốt nghiệp trường Biểu diễn nghệ thuật và Công nghệ BRIT tại Croydon vào tháng 5 năm 2006,, cũng là ngôi trường cô học chung với Leona Lewis và Jessie J. Adele tin rằng chính ngôi trường ấy đã nuôi dưỡng tài năng của mình mặc dù vào thời điểm ấy, cô lại muốn học làm quản lý và phát hiện tài năng nghệ thuật, với mong muốn xây dựng sự nghiệp âm nhạc cho người khác.

## Sự nghiệp

### 2006–10: Những ngày đầu và album19

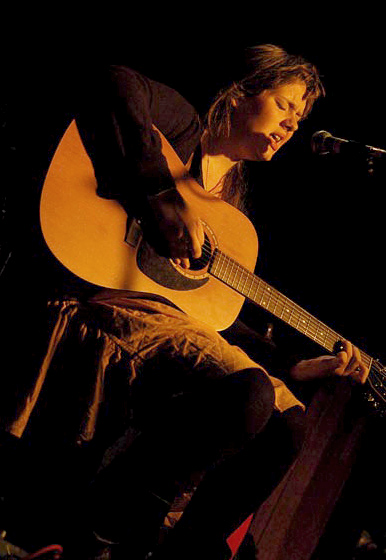
Adele biểu diễn tại Kilburn, Luân Đôn vào năm 2007

Bốn tháng sau khi tốt nghiệp, cô phát hành hai ca khúc trong kỳ báo thứ tư của trang web âm nhạc Platforms Magazine. Cô cũng thu âm một bản demo gồm 3 ca khúc cho một dự án ở lớp học và đưa cho một người bạn. Chính người bạn này đã đăng nó lên mạng xã hội Myspace, nơi đưa cô đến những thành công bước đầu, đặc biệt là một cuộc gọi từ Richard Russell, ông bầu của hãng thu âm XL Recordings. Cô tỏ ra nghi ngờ về lời đề nghị hấp dẫn này bởi vì công ty thu âm duy nhất cô biết đến là Virgin Records, và cô quyết định dẫn theo người bạn đó cùng với mình đến buổi gặp mặt.
Nick Huggett, người làm việc tại XL, giới thiệu người quản lý Jonathan Dickins tại công ty September Management cho Adele và vào tháng 6 năm 2006, Dickins trở thành người đại diện chính thức của cô. Công ty September cũng đang quản lý Jamie T vào thời điểm ấy và đã lấy được niềm tin của Adele, vì cô cũng là một fan hâm mộ đối với Jamie T. Huggett sau đó đã ký hợp đồng với Adele và hãng XL vào tháng 9 năm 2006. Adele góp giọng cho Jack Peñate trong ca khúc, "My Yvonne", nằm trong album đầu tay của anh, và đây cũng là thời điểm cô gặp gỡ nhà sản xuất Jim Abbiss, người đã nắm vai trò sản xuất phần lớn bài hát trong album đầu tay của cô - 19, và sau đó là album 21. Bài hát bước ngoặt của Adele, "Hometown Glory", được phát hành vào tháng 10 năm 2007. Adele đã hỗ trợ Will Young trong buổi hòa nhạc MENCAP Little Noise Sessions vào năm 2007, nhằm mục đích từ thiện cho Liên Đoàn công giáo tại Islington, Luân Đôn.
Vào năm 2008, cô được hát chính và biểu diễn acoustic với sự góp sức của Damien Rice. Cô trở thành người đầu tiên nhận giải "Critics' Choice" của lễ trao giải BRIT và được bầu chọn là nghệ sĩ được dự đoán sẽ đột phá nhất năm 2008 của Sound of 2008, một cuộc bầu chọn thường niên của giới phê bình âm nhạc trên BBC. 19, được đặt tên theo tuổi của Adele lúc cô viết các ca khúc trong album, xuất phát trên các bảng xếp hạng của Anh tại vị trí số 1. Bách khoa toàn thư Âm nhạc hiện đại của The Times gọi 19 là một bản ghi âm blue-eyed soul "căn bản". Cô phát hành đĩa đơn thứ hai của mình mang tên "Chasing Pavements" vào ngày 14 tháng 1 năm 2008, hai tuần sau khi ra album đầu tay. Đĩa đơn đạt vị trí thứ hai trên bảng xếp hạng UK Singles Chart, và giữ nguyên vị trí này trong 4 tuần.
Adele được đề cử giải Mercury Prize năm 2008 cho album 19. Cô cũng thắng một giải tại Urban Music Awards cho "Trình diễn Jazz hay nhất". Cô đồng thời nhận một đề cử Q Awards trong hạng mục "Nghệ sĩ Đột phá" và đề cử Music of Black Origin trong hạng mục Nữ ca sĩ Anh Quốc xuất sắc nhất. Vào tháng 3 năm 2008, Adele ký hợp đồng với hãng Columbia Records và XL Recordings nhằm tấn công vào thị trường Mỹ. Cô cũng bắt đầu một chuyến lưu diễn ngắn ngày tại Bắc Mỹ trong tháng này, còn album 19 được phát hành tại Mỹ vào tháng 6. Tạp chí Billboard nhận xét: "Adele thật sự có tiềm năng trở thành một trong những nghệ sĩ quốc tế đáng trân trọng và truyền cảm hứng nhất trong thế hệ của cô." Chuyến lưu diễn toàn cầu An Evening with Adele bắt đầu từ tháng năm 2008 và kết thúc vào tháng 6 năm sau.

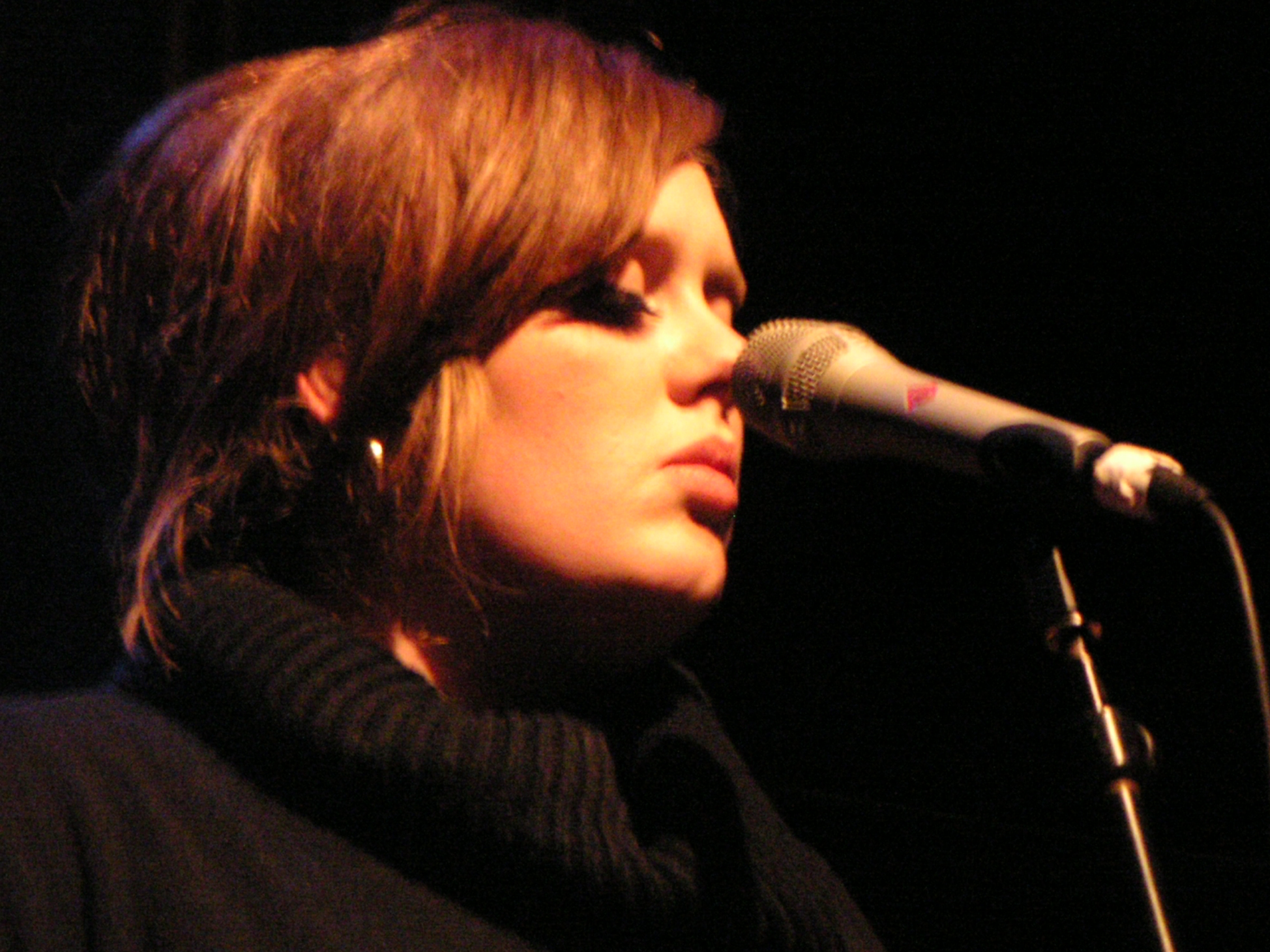
Adele biểu diễn trên sân khấu năm 2009

Cô sau đó hủy chuyến lưu diễn Mỹ năm 2008 để được ở cạnh bạn trai cũ. Cô nói với tạp chí Nylon vào tháng 6 năm 2009, "Tôi thấy là, 'Tôi không thể tin là mình lại làm vậy.' Có vẻ nó hơi vô tâm... Tôi đã uống hơi nhiều, và đó cũng là chuyện căn bản trong mối quan hệ giữa tôi và anh ta. Tôi không thể sống xa anh ấy, và tôi nghĩ, 'Thôi, OK, mình chỉ việc hủy mọi việc lại thôi'." Vào giữa tháng 10 năm 2008, có vẻ như nỗ lực của Adele tấn công vào thị trường Hoa Kỳ gần như thất bại. Sau đó, cô hát với tư cách khách mời vào ngày 18 tháng 10 năm 2008 trong một tập của chương trình Saturday Night Live của đài NBC. Chương trình còn có sự xuất hiện của ứng viên phó tổng thống Mỹ Sarah Palin và tập này nhận được tỉ lệ xem cao nhất trong 14 năm với 17 triệu lượt xem. Adele đã biểu diễn 2 ca khúc "Chasing Pavements" và "Cold Shoulder", và ngày hôm sau, album 19 đứng đầu bảng xếp hạng trên iTunes và xếp hạng 5 trên Amazon.com, trong khi đó bài hát "Chasing Pavements" leo lên đến hạng 25. Album đạt vị trí 11 trên Billboard 200 tiếp theo đó, một bước nhảy đến 35 bậc so với tuần trước..
Tháng 11 năm 2008, Adele chuyển đến Notting Hill sau khi rời nhà mẹ mình, một bước chuyển biến giúp cô dần từ bỏ rượu bia. Album được chứng nhận vàng vào tháng 2 năm 2009 bởi Hiệp hội Công nghiệp ghi âm Hoa Kỳ. Đến tháng 7 năm 2009, album đã được bán 2,2 triệu bản trên toàn thế giới.
Vào năm 2010, Adele nhận được một đề cử Grammy cho Giọng nữ Pop xuất sắc nhất với ca khúc "Hometown Glory". Vào tháng 4, bài hát "My Same" của cô lọt vào bảng xếp hạng đĩa đơn của Đức sau khi được Lena Meyer-Landrut biểu diễn trong một chương trình tìm kiếm tài năng Unser Star für Oslo (Our Star for Oslo), chương trình để Đức chọn người cho cuộc thi Eurovision Song Contest 2010.
Vào cuối tháng 9, sau khi biểu diễn trên The X Factor, phiên bản "Make You Feel My Love" của Adele (bản gốc của Bob Dylan) tiếp tục lọt vào bảng xếp hạng đĩa đơn của Anh ở vị trí số 4. Trong chương trình đặc biệt vào năm 2010 của CMT Artists of the Year, Adele biểu diễn song ca bài hát "Need You Now" của Lady Antebellum cùng Darius Rucker. Màn trình diễn này sau đó được đề cử tại CMT Music Awards.

### 2011–13:21và danh tiếng trên toàn thế giới

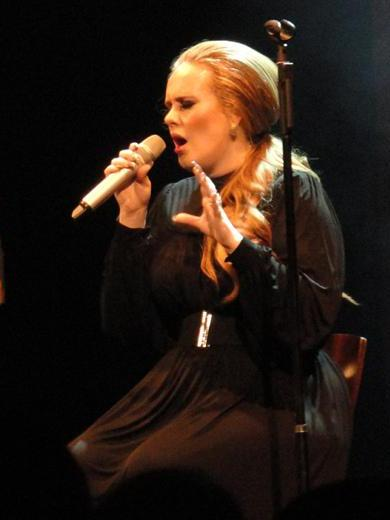
Adele biểu diễn tại Seattle, Washington vào ngày 8 tháng 12 năm 2011

Adele phát hành album phòng thu thứ hai, 21, vào ngày 24 tháng 1 năm 2011 tại Anh và vào ngày 22 tháng 2 tại Hoa Kỳ. Adele tiết lộ rằng album lấy cảm hứng từ cuộc tình đã lỡ với người bạn trai cũ. Âm điệu của album được miêu tả là nhạc đồng quê cổ điển và đương đại cùng folk. Sự thay đổi này so với album đầu tiên đến từ lần Adele tình cờ nghe thấy người lái xe buýt bật nhạc đương đại từ Nashville khi đang lưu diễn tại miền Nam nước Mỹ. Tên của album cũng chỉ ra sự chuyển mình mà cô trải qua đã diễn ra hai năm trước khi album phát hành. Adele nói trên tạp chí Spin: "Tôi thấy điều đó thật thú vị vì tôi chưa bao giờ lớn lên cùng [thứ âm nhạc ấy]." 21 đạt vị trí số một tại 26 quốc gia, trong đó có Anh và Hoa Kỳ.
Màn trình diễn đầy cảm xúc bài hát "Someone Like You" tại BRIT Awards 2011 vào ngày 15 tháng 2 năm 2011 góp phần đưa bài hát vươn lên vị trí số một tại Vương quốc Anh. Album đầu tay 19 trở lại trên UK Albums Chart cùng 21 trong khi hai đĩa đơn "Rolling in the Deep" và "Someone Like You" có mặt trong top 5 UK Singles Chart, đưa Adele trở thành nghệ sĩ còn sống đầu tiên có hai bản thu trong top năm Official Singles Chart và Official Albums Chart cùng một lúc kể từ thời của The Beatles năm 1964. Cả hai bài hát đều dẫn đầu tại nhiều thị trường và phá vỡ nhiều kỉ lục về doanh thu. Sau màn biểu diễn "Someone Like You" tại MTV Video Music Awards 2011, bài hát trở thành đĩa đơn quán quân thứ hai của Adele trên Billboard Hot 100. Cho tới tháng 12 năm 2011, 21 đã bán ra 3,4 triệu bản tại Anh Quốc, trở thành album bán chạy nhất thế kỷ XXI, vượt qua Back to Black của Amy Winehouse, còn Adele trở thành nghệ sĩ đầu tiên bán được ba triệu album tại Anh Quốc trong một năm. "Set Fire to the Rain" trở thành đĩa đơn quán quân thứ ba của Adele trên bảng xếp hạng Billboard Hot 100, giúp Adele trở thành nghệ sĩ đầu tiên có album vừa giữ vị trí quán quân trên Billboard 200 cùng lúc với ba đĩa đơn quán quân.
Để quảng bá album, Adele khởi động chuyến lưu diễn "Adele Live" với đợt diễn tại Bắc Mỹ cháy vé hoàn toàn. Vào tháng 10 năm 2011, Adele buộc phải hủy hai chuyến lưu diễn vì lý do xuất huyết dây thanh quản. Cô thông báo rằng mình cần phải nghỉ ngơi một thời gian dài để tránh tổn thương dài hạn tới giọng hát của cô. Trong tuần đầu tiên của tháng 11 năm 2011, Steven M. Zeitels, giám đốc Trung tâm Phẫu thuật Thanh quản và Phục hồi giọng nói của Bệnh viện Tổng hợp Massachusetts, Boston đã thực hiện ca phẫu thuật hiển vi laser cắt bỏ một khối u lành khỏi dây thanh quản của Adele.
Một bản thu cho chuyến lưu diễn của cô mang tên Live at the Royal Albert Hall được phát hành vào tháng 11 năm 2011, ra mắt ở Hoa Kỳ tại vị trí số một với 96.000 bản được tiêu thụ. Đây là lượng doanh thu cao nhất cho một DVD trong vòng bốn năm trở lại đây, và trở thành DVD âm nhạc bán chạy nhất năm 2011. Adele là nghệ sĩ đầu tiên trong lịch sử Nielsen SoundScan có album quán quân của năm (21), đĩa đơn quán quân của năm ("Rolling in the Deep") và video âm nhạc số một của năm. Tại American Music Awards 2011 vào ngày 20 tháng 11, Adele chiến thắng ba giải bao gồm Nghệ sĩ Nữ Pop/Rock Yêu thích, Nghệ sĩ Adult Contemporary Yêu thích, và Album Pop/Rock Yêu thích cho 21. Vào ngày 9 tháng 12, Billboard chọn Adele là Nghệ sĩ của năm, Album Billboard 200 của năm (21) và Bài hát Billboard Hot 100 của năm ("Rolling in the Deep"), trở thành người phụ nữ đầu tiên đứng đầu cả ba hạng mục.
Sau cuộc phẫu thuật thanh quản, Adele trở lại trên sân khấu vào tháng 2 năm 2012 tại Giải Grammy lần thứ 54. Cô giành chiến thắng ở cả sáu hạng mục được đề cử, trở thành nghệ sĩ nữ thứ hai trong lịch sử giải Grammy sau Beyoncé giành chiến thắng lớn đến vậy trong một đêm. Sau thành công này, 21 đạt lượng tăng doanh số bán ra hàng tuần cao nhất sau chiến thắng tại giải Grammy kể từ khi Nielsen SoundScan bắt đầu lưu trữ dữ liệu vào năm 1991.
Adele nhận Giải Brit cho hạng mục Nghệ sĩ Solo Nữ Anh Xuất sắc nhất và Album Anh của năm được trao bởi George Michael. Sau Giải Brit, 21 lần thứ 21 không lien tiếp đạt vị trí thứ nhất tại Anh Quốc. Album đã bán ra trên 4,5 triệu bản tại Anh và là album bán chạy thứ bốn mọi thời đại. Vào tháng 11 album vượt qua cột mốc 10 triệu bản tại Hoa Kỳ. Adele là nghệ sĩ duy nhất trong mười năm nhận được chứng nhận kim cương từ Hiệp hội Công nghiệp Ghi âm Hoa Kỳ cho một album một đĩa trong khoảng thời gian chưa tới hai năm kể từ khi phát hành album đó.
Vào tháng 10 năm 2012, Adele xác nhận rằng cô đang viết lời, sáng tác nhạc và thu âm bài hát chủ đề của Skyfall, bộ phim thứ 23 về James Bond. Bài hát "Skyfall" được sáng tác cùng nhà sản xuất Paul Epworth, thu âm tại Abbey Road Studios và được phối nhạc giao hưởng bởi J. A. C. Redford. Adele nói rằng được thu âm "Skyfall" là "một trong những kỉ niềm tự hào nhất đời tôi." Vào ngày 14 tháng 10, "Skyfall" vươn lên vị trí thứ 2 trên UK Singles Chart nhờ lượng bán ra 92.000 bản đưa tổng doanh thu lên con số 176.000. Điều này giúp "Skyfall" san bằng thành tích bài hát chủ đề phim James Bond xếp hạng cao nhất trên UK Singles Chart với "A View to a Kill" của Duran Duran. Bài hát đứng thứ 8 trên Billboard Hot 100, tiêu thụ 261.000 trong ba ngày đầu tại Hoa Kỳ. "Skyfall" đã bán ra hơn hai triệu bản trên toàn cầu và mang về cho Adele Giải Quả cầu vàng cho Ca khúc nhạc phim hay nhất và Giải Oscar cho Ca khúc nhạc phim hay nhất. Vào tháng 12 năm 2012, Adele được Billboard chọn là Nghệ sĩ của năm, còn 21 là Album của năm, giúp cô trở thành nghệ sĩ đầu tiên nhận cả hai danh hiệu trong hai năm liên tiếp. Associated Press chọn Adele là Nghệ sĩ giải trí của năm 2012. Tại Giải Grammy lần thứ 55 phần thể hiện trực tiếp bài hát "Set Fire to the Rain" của Adele giành Giải Grammy cho Trình diễn đơn ca pop xuất sắc nhất, đưa tổng số giải Grammy của cô lên con số 9.

### 2013–14: Vắng bóng

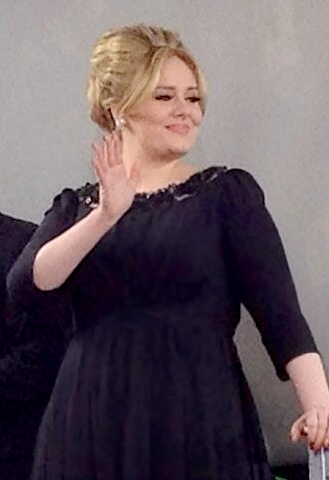
Adele tại Lễ trao giải Quả cầu vàng 2013

Vào ngày 3 tháng 4 năm 2012, Adele xác nhận rằng album thứ ba của cô sẽ chỉ có thể ra mắt sau hai năm nữa và nói rằng "Tôi cần dành thời gian và sống một chút. Khoảng thời gian hai năm giữa album thứ nhất và thứ hai từng diễn ra khá tốt đẹp, cho nên lần này vẫn sẽ thế thôi." Cô nói rằng mình vẫn sẽ tự sáng tác các sản phẩm âm nhạc. Tại giải Grammy năm 2013, Adele khẳng định cô vẫn đang thực hiện những giai đoạn đầu tiên của album thứ ba cũng như có các buổi gặp mặt trong thời gian tại Los Angeles dự giải Oscar, mặc dù trước đó từng phủ nhận các tin đồn. Cô cũng cho biết rất có khả năng Paul Epworth và cô sẽ tiếp tục hợp tác lần nữa. Ngoài ra Kid Harpoon, James Ford, Damon Albarn, Phil Collins, Ryan Tedder và Diane Warren cũng là những cái tên có khả năng sẽ tham gia vào album.
Vào tháng 9 năm 2013, Wiz Khalifa xác nhận anh và Adele đã cùng anh hợp tác trong một bài hát cho album chuẩn bị ra mắt Blacc Hollywood, mặc dù vậy nó đã không có mặt trong album như dự kiến. Vào tháng 1 năm 2014, Adele nhận Giải Grammy thứ 10 với "Skyfall" ở hạng mục Ca khúc nhạc phim hay nhất tại Giải Grammy lần thứ 56. Vào sinh nhật lần thứ 26 của cô vào tháng 5 năm 2014, Adele đăng tải một thông điệp đầy ẩn ý thông qua tài khoản Twitter của cô khiến giới truyền thông bắt đầu đưa tin về album tiếp theo của nữ ca sĩ người Anh. Tweet của Adele có nội dung "Bye bye 25... See you again later in the year," (Tạm dịch: "Tạm biệt 25 nhé... Hẹn gặp lại lần nữa vào năm sau") được một số báo như Daily Mail và Capital FM hiểu là tên album tiếp theo của cô sẽ mang tên 25 và sẽ phát hành năm sau. Adele được đề cử 9 giải tại World Music Awards. Vào đầu tháng 8 cùng năm, Paul Moss phát biểu rằng một album sẽ được phát hành vào năm 2014 hoặc 2015.

### 2015–17:25

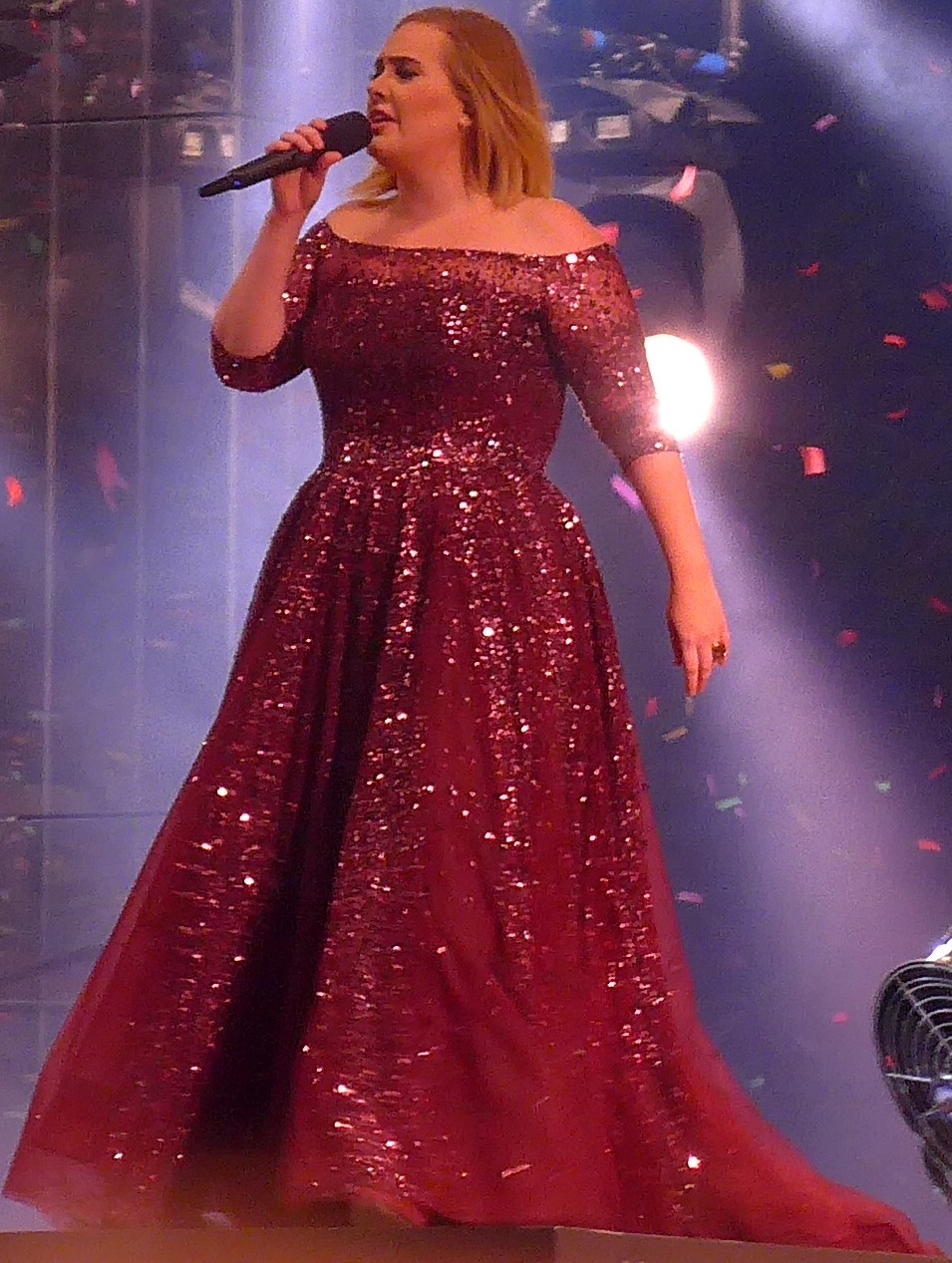
Adele biểu diễn tại Adelaide Oval tại Adelaide, Úc, tháng 3 năm 2017

Cuối tháng 8 năm 2015, Billboard đưa tin hãng thu âm của Adele chuẩn bị phát hành album phòng thu thư ba của cô vào tháng 11.

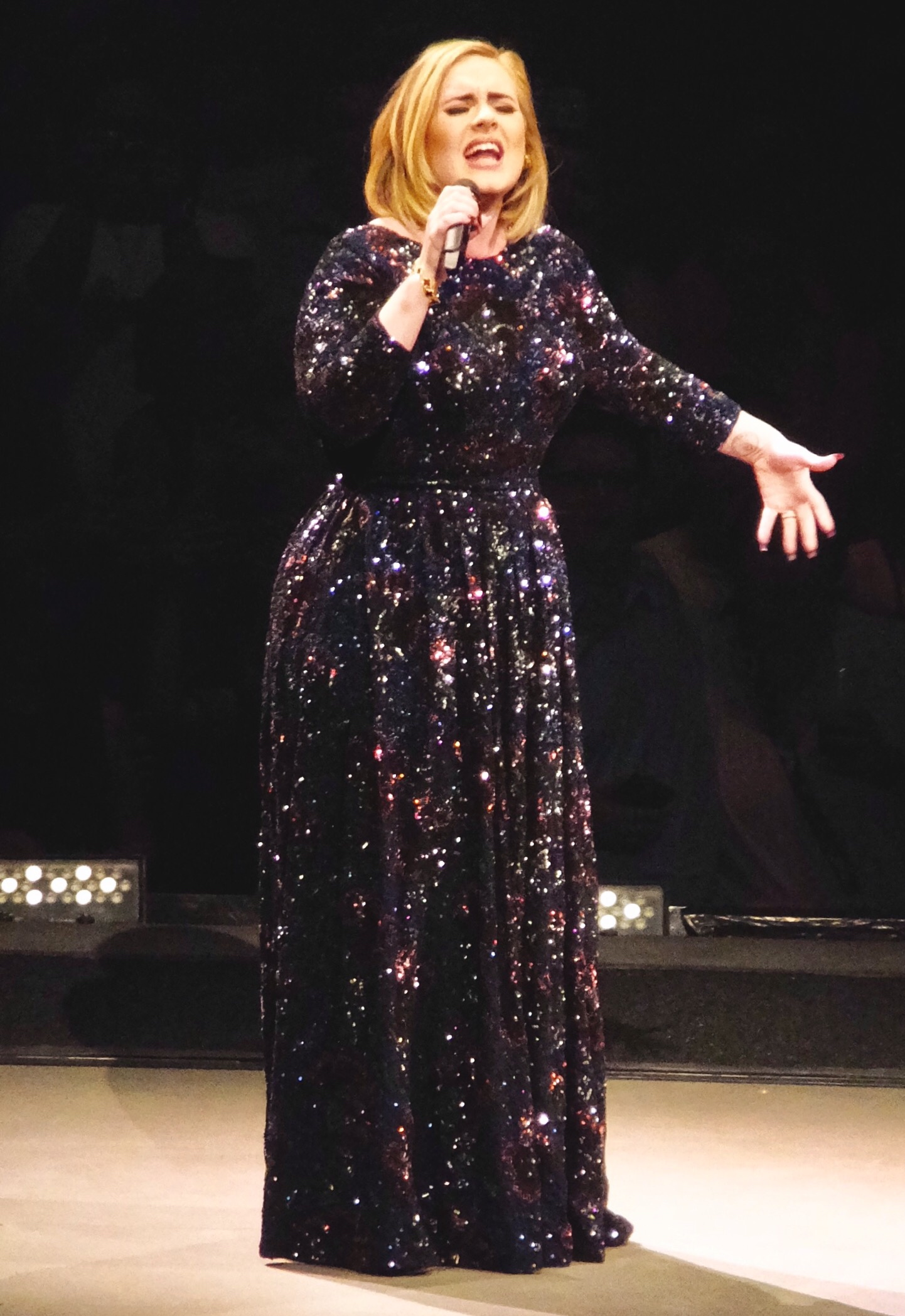
Adele năm 2016

Ngày 20 tháng 10, năm 2015, album phòng thu thứ ba đã được hé lộ gồm 11 bài hát. "Hello" đánh dấu sự trở lại đầy ngoạn mục của Adele. Với những kỷ lục như, video đạt nhiều lượt xem nhất trong vòng 24 giờ trên YouTube (với 27,7 triệu lượt xem, vượt qua MV "Bad Blood" của Taylor Swift), là MV cán mốc 100 triệu lượt xem nhanh nhất trong vòng hơn 4 ngày (kỉ lục trước do Miley Cirus cùng với MV Wrecking Ball, mất 6 ngày để đạt được). Album với tên 25 đã được lên kệ và ra mắt toàn công chúng vào ngày 21 tháng 11 năm 2015, trong vòng chưa đầy một tuần, album này đã phá vỡ nhiều kỷ lục được tạo bởi các nghệ sĩ danh tiếng khác. Là album bán chạy nhất mọi thời đại tại Mỹ với hơn 3 triệu bảng được tiêu thụ trong 5 ngày đầu tiên, phá vỡ kỉ lục của NSYNC và Britney Spears lập ra cách đây 15 năm. Là album bán chạy nhất mọi thời đại tại UK với số lượng phát hành trên 700 nghìn bản tiêu thụ (vượt qua album Be Here Now, Oasis). Trong vòng một tuần sau khi phát hành, 25 phá vỡ kỉ lục thế giới của Utada Hikaru, trở thành album bán chạy nhất mọi thời đại trong vòng một tuần, với số liệu thống kê của Nielsen Music, 25 đã tẩu tán được 3,38 triệu bảng trong tuần đầu tiền ra mắt công chúng. 25 chính thức ghi tên mình vào sách kỉ lục thế giới: 25 - The All Time 1 Week Sales Record For Any Territory.
Tại Grammy 2017, Ca khúc "Hello" và album "25" đã mang về cho Adele tổng cộng 5 giải thưởng tại Lễ trao giải Grammy lần thứ 59. Trong đó, đáng chú ý có giải Trình diễn pop solo xuất sắc dành cho "Hello" của Adele. Album "25" của cô cũng nhận giải Album nhạc pop xuất sắc. Cùng với đó, Adele cũng rinh về 3 giải thưởng lớn của Grammy năm nay gồm Album của năm (25), Ca khúc của năm (Hello) và Thu âm của năm (Hello). Chiến thắng này trở nên ấn tượng hơn khi Adele đánh bại Beyonce ở cả 3 hạng mục trên. Beyonce chỉ vớt vát được giải thưởng Album nhạc urban xuất sắc nhất cho "Lemonade". Với tổng cộng 5 giải thưởng, không có gì bất ngờ khi Adele đã bật khóc trên sân khấu. Phát biểu khi nhận giải, Adele xúc động nói, cô cảm thấy rất vinh dự khi được đứng chung hạng mục với "Lemonade" của Beyonce. Những lời chia sẻ của Adele khiến Beyoncé cũng rơm rớm nước mắt xúc động.

### 2018–nay: Trở lại sau một thời gian với album30

Adele vào năm 2021

Adele được cho là đang thực hiện album phòng thu thứ 4 vào năm 2018.  Vào ngày 5 tháng 5 năm 2019 - sinh nhật lần thứ 31 của cô, Adele đã đăng một số bức ảnh đen trắng của cô trên tài khoản Instagram của mình để kỷ niệm sự kiện này cùng với một thông điệp phản ánh về năm trước. Các phương tiện truyền thông đã coi bài đăng này như một dấu hiệu cho thấy một album mới đang được phát hành. Vào ngày 15 tháng 2 năm 2020, Adele thông báo trong đám cưới của một người bạn rằng album sẽ ra mắt vào tháng 9 năm 2020.Tuy nhiên, sau đó cô xác nhận việc phát hành album đã bị trì hoãn do đại dịch COVID-19. Đây cũng là lần thứ 3, Adele lỗi hẹn trở lại với người hâm mộ sau khoảng thời gian vắng bóng. Vào ngày 24 tháng 10 năm 2020, Adele làm MC trên truyền hình lần đầu tiên sau gần bốn năm trên Saturday Night Live, với khách mời H.E.R..

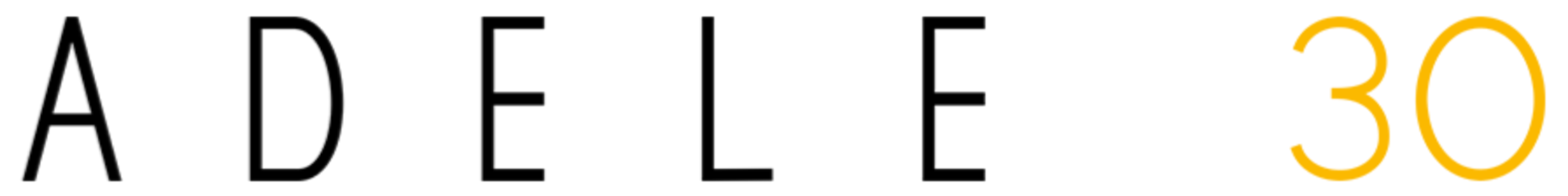
Adele 30

Hãng thông tấn AP (Mỹ) vào ngày 13/10/2021 đưa tin Adele xác nhận cô sẽ tung album thứ 4 "30" vào ngày 19/11. Bài hát đầu tiên mang tên "Easy on Me" đã được công bố ngày 15/10. "Easy on Me" đón nhận phản hồi tích cực, phá kỷ lục Spotify và Amazon Music về  số lần phát trực tuyến cho 1 bài hát trong 1 ngày. Bài hát ra mắt ở vị trí số 1 trên UK Singles Chart, là lần thứ 3 của Adele tại Anh và có doanh số tuần đầu tiên cao nhất cho một đĩa đơn kể từ tháng 1 năm 2017. Ra mắt ở vị trí số 1 trên Billboard Hot 100, đây là đĩa đơn đứng thứ 1 tại Mỹ thứ 5 của cô, 30 sẽ là album đầu tiên được Columbia Records tiếp thị toàn cầu thay vì được phân chia giữa XL Recordings và các đối tác phân phối khu vực của Beggars Group ở hầu hết trên thế giới và Columbia ở Bắc Mỹ. Adele trình diễn tại chương trình âm nhạc đặc biệt ‘One Night Only’ vào ngày 14/11, đây cũng là lần đầu tiên "họa mi nước Anh" hát 4 ca khúc mới nằm trong album 30 bao gồm: Easy On Me, I Drink Wine, Hold On, Love Is A Game. 30 là album đầu tiên sau hơn một năm bán được triệu bản ở Mỹ, hiện đã bán được hơn 1 triệu bản album truyền thống ở Hoa Kỳ trên tất cả các định dạng của nó (CD, vinyl LP, băng cassette và tải xuống album kỹ thuật số), thông qua cửa hàng âm nhạc. Nó đã bán được 692.000 bản trong tuần đầu tiên tại Hoa Kỳ và 225.000 bản trong tuần thứ 2, theo Billboard xác nhận ngày 7/12.

## Đời tư
Vào tháng 1 năm 2012 Adele được xác nhận hẹn hò với doanh nhân từ thiện và cựu học sinh Trường Eton Simon Konecki từ hè 2011. Vào tháng 6 năm 2012, Adele thông báo cô và Konecki chuẩn bị đón đứa con đầu lòng. Con trai của họ, Angelo, được sinh hạ vào ngày 19 tháng 10 năm 2012. Adele và Konecki đã kiện thành công một cơ quan lưu trữ ảnh có trụ sở tại Anh vì vi phạm quyền riêng tư khi đã đăng những bức ảnh của con trai họ chụp vào năm 2013.. Tuy nhiên 2 người ly hôn từ 2019, trước khi chấm dứt quan hệ vợ chồng, cặp đôi đã ly thân từ tháng 4.2019. Hiện tại cô đang hẹn hò với rapper Brit Skepta 
Adele bị phê bình bởi một số người nổi tiếng như Karl Lagerfeld hay Joan Rivers vì cân nặng và thân hình của cô, nhưng ngược lại cũng nhận được sự ủng hộ của nhiều nghệ sĩ khác, trong khi chính Adele tuyên bố cô vẫn hạnh phúc với cân nặng của mình và sẽ chỉ thay đổi nếu nó ảnh hưởng tới sức khỏe hoặc đời sống tình dục. Trong buổi phỏng vấn vào năm 2009, Adele nói rằng: "Tôi thích mình trông ưa nhìn, nhưng tôi luôn tìm thấy sự thỏa mãn về mặt thời trang. Tôi không nghĩ mấy cô gầy hấp dẫn đâu; phải vui vẻ và khỏe mạnh. Tôi chẳng hề gặp một vấn đề nào với vẻ ngoài của bản thân cả. Tôi thà đi ăn trưa với bạn tôi hơn là tới phòng tập thể thao."
Về mặt chính trị, Adele ủng hộ Công đảng khi từng nói vào năm 2011 rằng cô là một "cô gái Công đảng chính hiệu" Vào tháng 5 năm 2011, báo chí đưa tin về những bất đồng của cô về hệ thống thu thuế. Sau thành công cùng album đầu tiên, Adele mua một ngôi nhà tại Notting Hill, Luân Đôn vào năm 2009. Vào tháng 2 năm 2012, Adele và Konecki chuyển tới một khu biệt thự 10 phòng ngủ trị giá 7 triệu bảng trong khuôn khổ 25 mẫu đất ở West Sussex. Sinh ra tại Tottenham, cô là cổ động viên của câu lạc bộ Tottenham Hotspur.

## Phong cách
Thời gian đầu, giới phê bình cho rằng giọng hát của cô phát triển và ấn tượng khả năng sáng tác, điều mà chính Adele cũng đồng tình. Cô từng bày tỏ: "Tôi tự học cách hát từ việc nghe ở Ella Fitzgerald sự chính xác (acrobatics) và định lượng, ở Etta James sự nhiệt huyết và Roberta Flack sự kiểm soát." Album đầu tay của Adele theo thể loại soul, với lời bài hát miêu tả nỗi buồn về chuyện tình cảm. Thành công của cô đến giữa lúc có nhiều nghệ sĩ soul Anh Quốc khác, trong khi đó truyền thông Anh gọi cô là một Amy Winehouse mới. Điều này được coi là Cuộc xâm lăng âm nhạc Anh Quốc thứ ba vào Hoa Kỳ. Tuy nhiên Adele coi những sự so sánh cô với các nghệ sĩ soul khác là vô tâm và phản bác rằng "chúng tôi là một giới, không phải một thể loại". AllMusic cho rằng "Adele đơn giản là quá ảo diệu để so sánh cô với ai khác."
Adele nói Etta James là người có ảnh hưởng lớn nhất tới âm nhạc của cô. Cô nói rằng trong quá trình trưởng thành cô nghe nhạc của Spice Girls, The Cure, Dusty Springfield, Céline Dion, Annie Lennox, và Pink. Cô khẳng định mẹ cô, người vô cùng thân thiết với cô, đã truyền cho cô cảm hứng âm nhạc của Lauryn Hill, Mary J. Blige và Alicia Keys.

## Ảnh hưởng
Sau khi album 19 ra mắt, Kanye West và Beyoncé là hai trong số các nghệ sĩ khen ngợi âm nhạc của Adele. Beyoncé coi Adele là người có ảnh hưởng tới album của cô, 4. Madonna bày tỏ mong muốn cộng tác với Adele và cô thổ lộ rằng: "Tôi nghĩ cô ấy thật xuất chúng, Tôi yêu cô ấy".
Celine Dion đã thể hiện ca khúc "Rolling in the Deep" tại buổi diễn của cô tại The Colosseum ở Caesars Palace sau khi nói với khán giả rằng "Tôi rất yêu mến Adele. Cô ấy thật đáng kinh ngạc." Dave Grohl của Foo Fighters và Nirvana liên tục dành nhưng lời tán dương Adele trong các cuộc phỏng vấn. Slash, cựu thành viên của Guns N' Roses nói: "Cô ấy thật tuyệt vời. Cô ấy là liều thuốc tốt cho nền công nghiệp này. Cô ấy viết thứ âm nhạc không hề giả tạo một chút nào của chính mình. Và cô ấy bán được rất nhiều bản thu và giúp cô ấy trở thành một ví dụ tuyệt vời cho các nghệ sĩ trẻ."
Stevie Nicks, giọng ca của nhóm Fleetwood Mac, phát biểu về Adele trong một buổi diễn của nhóm rằng "Cô ấy là một nhạc sĩ tuyệt vời... Tôi từng nói với cô ấy rằng 'em sẽ là tôi trong vòng 40 năm nữa, em sẽ vẫn lên sân khấu và thể hiện những gì em đang làm nhờ khả năng sáng tác của em'." Vào năm 2015, Pharrell Williams khen ngợi tài sáng tác của Adele trong buổi phỏng vấn tại lễ hội Cannes Lions: "Tôi nghĩ cô ấy là một nhạc sĩ đầy quyền năng, khi bạn lắng tai nghe album của cô, nó sống động và truyền ra hơi thở."

## Danh sách đĩa nhạc
- 19 (2008)
- 21 (2011)
- 25 (2015)
- 30 (2021)

## Khác
Sia
Beyoncé
Ariana Grande

## Lưu diễn
- An Evening with Adele (2008–09)
- Adele Live (2011)
- Adele Live (2016)